# Nomia oryzae
Nomia oryzae är en biart som beskrevs av Cockerell 1929. Nomia oryzae ingår i släktet Nomia och familjen vägbin. Inga underarter finns listade i Catalogue of Life.